# 乌裕尔河畔五姓柯尔克孜
乌裕尔河畔五姓柯尔克孜，或称乌裕尔河畔六姓柯尔克孜（乌裕尔河畔六姓格尔格司），是指在今黑龙江省富裕县五家子村和七家子村，居住着由六个氏族组成的哈卡斯人支系。中华人民共和国政府将他们归入柯尔克孜族。今天，乌裕尔柯尔克孜还存在其他汉姓，多是通婚造成的。

## 名称
当地的蒙古族称他们为oyrot（“衛拉特”的转音，与蒙古族对阿尔泰人的称呼相同）；满洲国时期的日本殖民者将他们叫做solon（“索伦”）或daƣır（“达斡尔”）；为与天山柯尔克孜人分开，当地人在汉语中使用“吉尔吉斯”或“格尔格司”称呼他们。
值得注意的是天山与中亚的柯尔克孜族主体对自己的族称也有方言差异，部分南部方言就将尾音“－孜”发作“－斯”；而天山与中亚的柯尔克孜语在二十世纪语言标准化（主要由苏联进行）之前，对清浊音的区分也不统一，经常相互替换，至今在吉尔吉斯斯坦南部地区，仍有g、k互换的现象。因此，与（书面语写作或）的差异并不能描绘柯尔克孜族不同支系的差异。外加上中国将中亚的柯尔克孜族称作吉尔吉斯人，这种使用“吉尔吉斯”或“格尔格司”来区分柯尔克孜族不同支系的方法就更加失效了。
在俄罗斯哈卡斯共和国，柯尔克孜（哈卡斯人）是当地的主体民族。早期俄罗斯人从柯尔克孜语在古汉语中的音译“黠戛斯”构拟了这一称呼，近年来这一称呼又被转译到汉语，称“哈卡斯”。

## 族源及歷史
族人的传说中，部分叶尼塞柯尔克孜在1755至1757年间大清乾隆帝出征攻打准噶尔汗国達瓦齊汗时受胁迫从阿尔泰山、杭愛山一带迁至乌裕尔河畔。
史書記載，淸雍正十一年八月初二，賽音諾顏部額魯特旗所轄的特克斯河流域柯尒克孜276人抵達卜奎（今齊齊哈尒），竝獲得賞銀；乾隆二十二年七月廿六，“原爲準噶爾叛民”的柯尒克孜與蒙古共570人抵達呼倫布雨尒，被充爲奴。五家子村民稱，該次遷來的柯尒克孜原爲達瓦齊屬部，厄魯特原爲阿睦尒撒納屬部，因此待遇不同；這一説法與史籍相符：由依克明安氏巴桑、綽羅斯氏阿卜達什所領的厄魯特隨阿睦尒撒納出征攻灭達瓦齊，阿睦尒撒納叛亂時又協助淸廷平叛刺探軍情，這部分厄魯特在遷至滿洲後皆受重用。
烏裕尒河畔柯尒克孜在抵達滿洲后，長期與厄魯特蒙古族有著密切的交往，流傳著準噶尒汗國達瓦齊王子的傳説、雅袞墨尒根箭射乾隆帝的傳説等傳説故事。
烏裕尒河畔柯尒克孜多與厄魯特蒙古和達斡尒通婚。儘管五、七家子村等柯尒克孜聚居地與厄魯特蒙古的聚居區大、小泉子二村相隔百里，與達斡尒、滿族聚居區登科、三家子村僅相隔四五里，柯尒克孜與厄魯特蒙古仍較與其他民族通婚常見。
另有史書記載，1293年蒙古帝国忽必烈汗迫其迁至此地；值得注意的是，在富裕柯尔克孜语中，存在一部分伊朗语借词，这些借词在东迁之前传入柯尔克孜的可能性不大。

## 六大姓氏
这六个氏族分别为：
| 姓氏原名 （拉丁转写） | 汉姓   | 说明                                                           |
| --------------------- | ------ | -------------------------------------------------------------- |
|                       | 吴     | “”为蒙古语借词，意为五。“吴”由原汉姓五谐音而来                 |
| 或                    | 韩     |                                                                |
|                       | 常     |                                                                |
|                       | 蔡、刘 | 胡振华猜想“”是蒙古语借词的误读。“刘”为后生汉姓，经调查源于蔡姓 |
|                       | 郎     | 胡振华猜想“”是“”（狼）的误读，汉姓“郎”可能原由汉姓狼谐音而来   |
|                       | 司     |                                                                |

## 语言
使用富裕柯尔克孜语，不同于新疆的柯尔克孜语。

## 民居
庐帐
牛皮帐
草窝棚（撮罗子）
地窖子
马架子房
土房
草房
砖瓦房

## 知名人物
- 陈延良：黑龙江省教育厅厅长、省委教育工作委员会常务副书记、省委教育工作领导小组秘书组组长。[4]